# Pedro López Quintana
Pedro López Quintana (Barbastro, 27 de julho de 1953) é um diplomata e prelado da Igreja Católica espanhol, núncio apostólico na Áustria.

## Biografia
Foi ordenado padre em 15 de junho de 1980, pelo Papa João Paulo II, sendo incardinado na Arquidiocese de Santiago de Compostela. Posteriormente, mudou-se para a Itália, onde obteve o doutorado em direito canônico pela Pontifícia Universidade São Tomás de Aquino e o mestrado em teologia dogmática pela Pontifícia Academia Eclesiástica, entrando em 1984 para o Serviço Diplomático da Santa Sé, onde trabalhou nas Representações Pontifícias em Madagascar, Filipinas, Índia e, finalmente, na Seção de Assuntos Gerais da Secretaria de Estado.
Em 12 de dezembro de 2002, o Papa João Paulo II o nomeou núncio apostólico, sendo consagrado como arcebispo-titular de Agropoli em 6 de janeiro de 2003, na Basílica de São Pedro, pelas mãos do Papa João Paulo II, coadjuvado por Leonardo Sandri, substituto da Secretaria de Estado e por Antonio Maria Vegliò, secretário da Congregação para as Igrejas Orientais.
Em 8 de fevereiro de 2003, foi nomeado Núncio Apostólico na Índia e Nepal. Em 10 de dezembro de 2009, o Papa Bento XVI o nomeou Núncio Apostólico no Canadá, cargo que exerceu até sua renúncia em 28 de setembro de 2013. Em 8 de março de 2014, o Papa Francisco o nomeia como Núncio Apostólico para a Lituânia e, em 22 de março, para a Estônia e Letônia.
Em 4 de março de 2019, foi nomeado como Núncio Apostólico na Áustria.